# Barychovo
Barychovo (en russe : Барышово) est un hameau situé dans l'oblast de Moscou, dans l'ouest de la Russie. Il est traversé par la rivière Desna. Il comptait 35 habitants en 2010.